# Stazione di Tel Aviv HaHagana
La stazione di Tel Aviv HaHagana è una stazione ferroviaria a servizio del quartiere di Hatikva a Tel Aviv, in Israele.
Sorge lungo la ferrovia della Costa, lungo la storica ferrovia Giaffa-Gerusalemme; è punto di diramazione delle linee per Gerusalemme e Modi'in.

## Storia
La stazione è stata costruita in più fasi.
Originariamente, infatti, era stata costruita con un'unica banchina a isola e due binari, lungo la ferrovia che collegava Giaffa a Gerusalemme. Il fabbricato passeggeri è stato costruito sopra la banchina, ma ne è stato costruito solo la metà del suo progetto originale.
Successivamente un'altra banchina a isola è stata aggiunta a est del fascio dei binari e il fabbricato passeggeri sovrastante è stato ampliato.
Infine, è stata costruita un'altra banchina laterale, che serve la ferrovia della Costa.
A sud della stazione, i binari della più moderna ferrovia della Costa attraversano quelli della storica ferrovia Giaffa-Gerusalemme, passando su un viadotto.
I lavori di elettrificazione delle linee transitanti per la stazione sono stati completati nel 2019.
Una sesta banchina dovrebbe essere aggiunta alla stazione a partire da metà degli anni 2020, come parte del progetto di quadruplicamento della ferrovia della Costa.

## Struttura e impianti
La stazione di Tel Aviv HaHagana si trova all'interno dello spatritraffico dell'autostrada 20 (chiamata "Autostrada Ayalon").
L'accesso alla stazione è consentito dal viadotto di derech HaHagana.
La stazione è dotata di cinque binari, cui se ne aggiungerà un sesto nella metà degli anni '20 del XXI secolo.
Il fabbricato viaggiatori sorge al di sopra del fascio binari.

## Servizi
La stazione dispone di ascensori, che la rendono quindi accessibile ai portatori di disabilità, e di scale mobili che collegano i vari livelli.
- Biglietteria automatica
- Deposito bagagli
- Negozi
- Ristorante
- Sala d'attesa
- Servizi igienici

## Interscambi
La stazione consente l'intescambio con le linee di superficie del trasporto pubblico locale cittadino, nonché con l'autostazione centrale di Tel Aviv.
- Fermata autobus locali e a lunga percorrenza